# Animales racionales
Animales racionales es una serie de televisión, emitida en la temporada 1972-1973 por la cadena Televisión española. Contaba con guiones de Álvaro de Laiglesia y estuvo realizada por Gabriel Ibáñez.

## Argumento
En cada episodio se narraba una historia con principio y final y sin relación argumental con el resto de episodios. El único hilo conductor de la serie descansaba sobre la exposición, siempre en tono cómico, de situaciones pintorescas que ponían al límite la templanza de los personajes, que debían poner su racionalidad para superar os avatares. Otro elemento común además de los guiones de Laiglesia fueron las interpretaciones de los Manolo Gómez Bur y Antonio Casal, que se alternaban semanalmente en el personaje protagonista.

## Listado de episodios (parcial)
- Más malignos todavía. (11 de diciembre de 1972).
  - Manolo Gómez Bur
  - Antonio Casal
  - Mari Paz Ballesteros
  - Luisa Sala
  - Pastor Serrador

- El ángel de las tinieblas (18 de diciembre de 1972).[2]
  - Antonio Casal
  - Florinda Chico
  - María Luisa San José
  - Joaquín Roa

- El muro de Bernardín (25 de diciembre de 1972).[3]
  - Manolo Gómez Bur
  - María Luisa Ponte
  - José María Guillén

- Un amor muy cerebral (31 de diciembre de 1972).[4]
  - Manolo Gómez Bur
  - Antonio Casal
  - Conchita Núñez
  - Pedro Osinaga

- Nuestros amigos irracionales (8 de enero de 1973).[5]
  - Antonio Casal
  - Laly Soldevila
  - Clara Suñer
  - José Enrique Camacho
  - Venancio Muro
  - Luis Varela

- La mediogamía (15 de enero de 1973).
  - Antonio Casal
  - Manuel Alexandre
  - Conchita Núñez

- Drama dividido en tres túneles (13 de junio de 1973).[6]
  - Antonio Casal
  - Manuel Torremocha
  - Fernando Noguera
  - José Franco
  - Doris Coll

- Viaje al pasado (1 de agosto de 1973)
  - Antonio Casal
  - Lola Cardona
  - Antonio Tardío
  - Félix Britos
  - Lola Cardona

- Pequeños granujas (5 de septiembre de 1973)[7]
  - Antonio Casal
  - María Isbert
  - María Luisa San José
  - Alfonso del Real
  - Fernando Sánchez Polack
  - Venancio Muro
  - José E. Camacho

- Otra vez Tarzán (10 de octubre de 1973)[8]
  - Manolo Gómez Bur
  - Clara Benayas
  - María Luisa San José
  - José Orjas
  - Lorenzo Ramírez

- Guardias y ladrones (17 de octubre de 1973)
  - Manolo Gómez Bur
  - Álvaro de Luna
  - Aurora Redondo
  - Joaquín Roa